# XVI. dinasztia

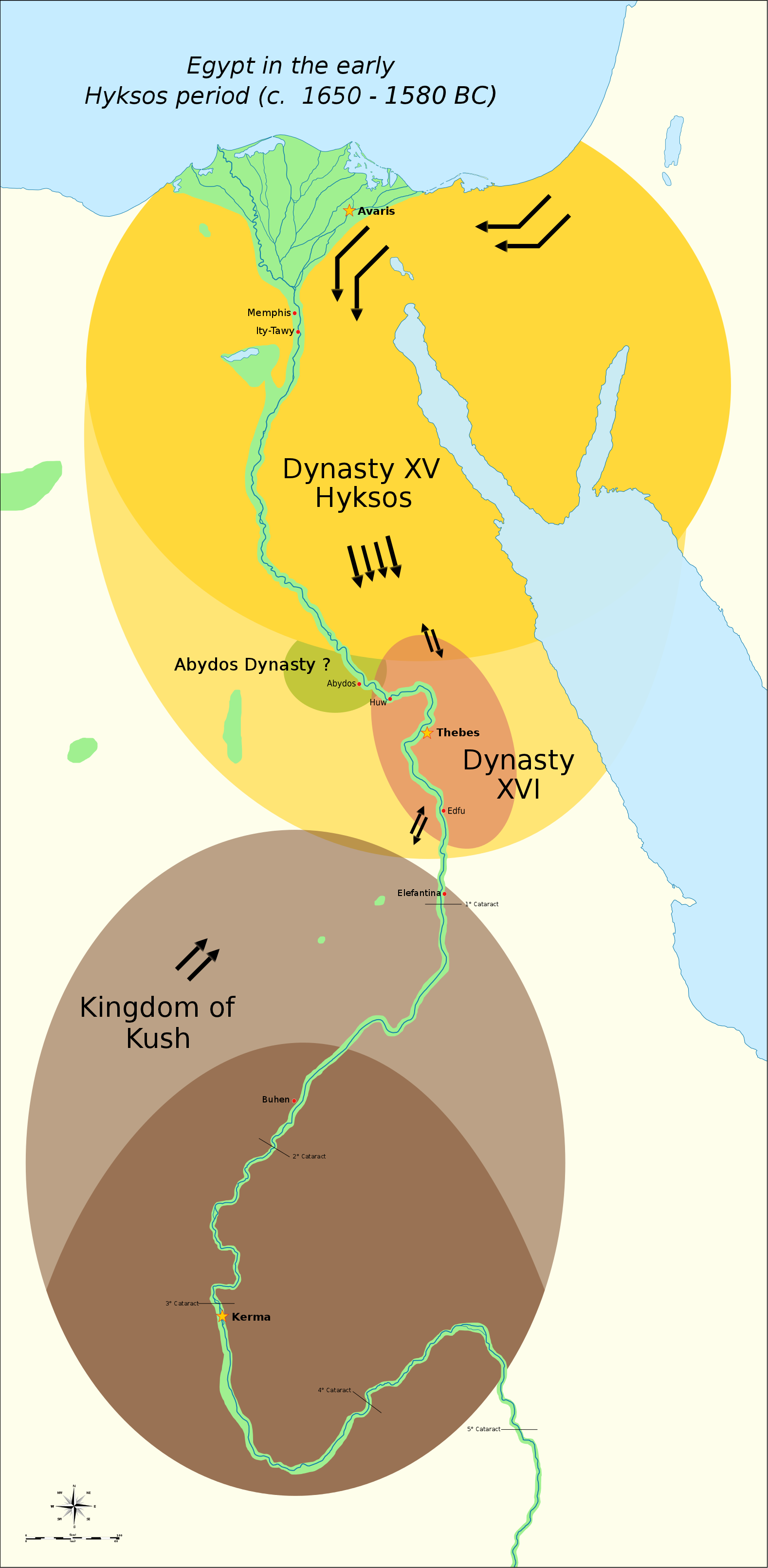
A politikai helyzet a XVI. dinasztia fennállása idején (kb. i. e. 1650–1590). 1580-ban Thébát röbid időre elfoglalták a hükszoszok.

A XVI. dinasztia az ókori Egyiptom egyik dinasztiája; körülbelül hetven éven át volt hatalmon Felső-Egyiptomban, Théba környékén. A XV. és XVII. dinasztiával együtt a második átmeneti korhoz szokták sorolni. Ebben az időszakban, körülbelül i. e. 1650 és 1580 között Egyiptom két részre szakadt: a Théba központú Felső-Egyiptomra és a hükszosz megszállók uralta Alsó-Egyiptomra.
A dinasztia uralkodóinak és uralkodásuk helyének azonosítása rendkívül nehéz, mivel zavaros korszakban uralkodtak, és kevés róluk a feljegyzés; nevük nem szerepel az olyan, híres királylistákon, mint a karnaki, az abüdoszi vagy a szakkarai. A korszak fő forrása a torinói királylista, melynek egy súlyosan sérült és hiányos részén a dinasztia tizenöt uralkodójának a neve azonosítható be; emellett sokuk neve kisebb tárgyakon, például szkarabeuszokon maradt fenn. Vitatott, hogy önálló thébai dinasztiáról vagy az északon uralkodó hükszoszok vazallusairól van szó; utóbbi elmélet hívei „kis hükszosz dinasztiának” is nevezik a XVI. dinasztiát. A téma már a legkorábbi források alapján is kérdéses; Manethón Aegyptiacája, amely csak mások közlésében maradt fenn, a megbízhatóbbnak számító Africanus beszámolója szerint (amit Szünkellosz is alátámaszt) a dinasztia uralkodói „pásztorkirályok” (hükszoszok) voltak, Kaiszareiai Euszebiosz azonban thébainak tartja őket. Kim Ryholt (1997) és Bourriau (2003) a torinói királylista rekonstruckiója alapján thébai uralkodóknak tartja a dinasztia királyait, bár Bourriau ezt Ryholt egyik legvitathatóbb következtetésének hívja. Emiatt más tudósok nem értenek egyet Ryholttal, és csak kevés bizonyítékot látnak arra, hogy a XVI. dinasztia thébai volt.

## Története
A dinasztia rövid uralkodását a XV. dinasztiát alkotó hükszosz uralkodókkal folytatott háború jellemezte. A hükszosz hódítók folyamatosan nyomultak dél felé és terjeszkedtek a XVI. dinasztia területén, végül magát Thébát is fenyegették. Ryholt feltételezése szerint a dinasztia uralkodásának vége felé I. Dedumosze fegyverszünetet kért a hükszoszoktól. Egyik elődje, I. Nebirierau, úgy tűnik, nála sikeresebb volt, és uralkodása alatt béke honolt. Az Egyiptomot a XIII. és a XIV. dinasztia uralma alatt sújtó éhínség a XVI. dinasztia alatt is jellemző volt, ez leginkább a III. Noferhotep uralkodása utáni időkből egyértelmű.

## Uralkodói
A dinasztia uralkodóinak kronológiáját a különböző tudósok különféleképpen állították össze. A fő eltérés abban van, hogy a hükszoszok vazallusainak tartják őket, ahogy Jürgen von Beckerath és Wolfgang Helck, vagy pedig független thébai királyságnak, ahogy Kim Ryholt.

### A hükszoszok vazallusai
A XVI. dinasztia hagyományos kronológiája a hükszoszok vazallusainak tartja a dinasztia uralkodóit, akik némelyikének sémi neve volt (például Szemken vagy Anather). A lista tudósonként eltér, az itt közölt változatot Jürgen von Beckerath állította össze Handbuch der ägyptischen Königsnamen című művében. Wolfgang Helck, aki szintén hükszosz vazallusoknak tartja őket, kissé eltérő sorrendet állított össze. Azok, akik a XVI. dinasztiát független thébai királyságnak tartják, az itt felsorolt királyok egy részét a XIV. dinasztiához sorolják. A kronológia nagyon bizonytalan.

| Név                     | Megjegyzések                                                                           |
| ----------------------- | -------------------------------------------------------------------------------------- |
| Anather                 | Talán a XV. dinasztia egyik hercege vagy kánaáni törzsfő a XII. dinasztiával egyidőben |
| Aperanat                | Talán a XV. dinasztia elejéhez sorolandó                                               |
| Szemken                 | Talán a XV. dinasztia elejéhez sorolandó                                               |
| Szekirhar               | Talán a XV. dinasztia elejéhez sorolandó                                               |
| Apepi                   | Talán azonos Apepi hükszosz uralkodóval                                                |
| Maaibré Sesi            | Talán a XIV. dinasztia elejéhez sorolandó                                              |
| Meruszerré Jakubher     | Talán a XIV. dinasztia végéhez sorolandó                                               |
| Nubuszerré Ja'ammu      |                                                                                        |
| Szehaenré Jakbim        |                                                                                        |
| Aamu                    |                                                                                        |
| Szenoferanhré III. Pepi |                                                                                        |
| Hepu                    |                                                                                        |
| Anati                   |                                                                                        |
| Bebnum                  |                                                                                        |
| Nebmaatré               | Talán a XVII. dinasztiához sorolandó                                                   |
| Aahotepré               | Talán azonos Aamuval                                                                   |
| Anetriré                |                                                                                        |
| Meribré                 |                                                                                        |
| Nubanhré                | Vitatott, hogy uralkodó volt                                                           |
| II. Nikaré              | Vitatott, hogy uralkodó volt                                                           |
| […]karé                 |                                                                                        |
| […]karé                 |                                                                                        |
| […]karé                 |                                                                                        |
| Szelek                  |                                                                                        |
| Uadzsed                 | Talán a XIV. dinasztiához sorolandó                                                    |
| Kar                     | Talán azonos Karehhel; talán a XIV. dinasztiához sorolandó                             |
| Seneh                   | Valószínűleg Seneh a neve, nem Senesz; talán a XIV. dinasztiához sorolandó             |
| Inek                    |                                                                                        |
| 'A[…]                   |                                                                                        |
| 'Ap[epi]                |                                                                                        |
| Hibe                    |                                                                                        |
| Aped                    | A név olvasata bizonytalan                                                             |
| Hapi                    |                                                                                        |
| Semszu                  |                                                                                        |
| Meni[…]                 |                                                                                        |
| Werka                   |                                                                                        |

### A független thébai királyság
A második átmeneti korról 1997-ben írt tanulmányában Kim Ryholt dán egyiptológus amellett érvelt, hogy a XVI. dinasztia a hükszoszoktól független királyság felett uralkodott Thébában. Ryholt a torinói királylista rekonstrukciója során tizenöt uralkodót sorolt a dinasztiához; közülük többet megemlítenek kortárs források is. Míg nagy részük Thébában uralkodhatott, bekerülhettek közéjük helyi uralkodók is más, jelentős felső-egyiptomi településekről, például Abüdoszból, El-Kabból és Edfuból. I. Nebirierau uralkodására a dinasztia által uralt terület északon legalább Hu városáig, délen pedig Edfuig terjedt. A torinói listán nem szerepel Upuautemszaf, akinek egy abüdoszi sztéléje maradt fenn, és valószínűleg az abüdoszi dinasztia egy helyi uralkodója volt. A lenti táblázatban a Ryholt által összeállított királylista szerepel. Mások, például Helck, Vandersleyen és Bennett a lent felsorolt uralkodók némelyikét a XVII. dinasztiához sorolják.
| Név               | Uralkodói név         | Dátum           | Megjegyzések                                       |
| ----------------- | --------------------- | --------------- | -------------------------------------------------- |
| Ismeretlen        |                       | i. e. 1649–1648 | A név elveszett, a torinói királylista hiányos     |
| Dzsehuti          | Szehemré Szementaui   | i. e. 1648–1645 |                                                    |
| VIII. Szobekhotep | Szehemré Szeuszertaui | i. e. 1645–1629 |                                                    |
| III. Noferhotep   | Szehemré Szanhtaui    | i. e. 1629–1628 |                                                    |
| Montuhotepi       | Szanhenré             | i. e. 1628–1627 |                                                    |
| I. Nebirierau     | Szeuadzsenré          | i. e. 1627–1601 |                                                    |
| II. Nebirierau    |                       | i. e. 1601      |                                                    |
| Szemenré          |                       | i. e. 1601–1600 |                                                    |
| Bebianh           | Szeuszerenré          | i. e. 1600–1588 |                                                    |
| Seduaszet         | Szehemré              | i. e. 1588      |                                                    |
| Ismeretlen        |                       | i. e. 1588–1582 | Öt név elveszett a torinói papirusz sérülése miatt |

Ryholt több, további uralkodót is ehhez a dinasztiához sorol, de helyük a kronológiában bizonytalan. Lehetséges, hogy a torinói királylista öt utolsó, elveszett nevének felelnek meg.
| Név            | Uralkodói név | Megjegyzések                                 |
| -------------- | ------------- | -------------------------------------------- |
| I. Dedumosze   | Dzsedhotepré  | Talán megpróbált békét kötni a hükszoszokkal |
| II. Dedumosze  | Dzsednoferré  |                                              |
| Montuemszaf    | Dzsedanhré    |                                              |
| VI. Montuhotep | Meranhré      |                                              |
| IV. Szenuszert | Szenoferibré  | Kolosszusa épült Karnakban                   |

## Fordítás
- Ez a szócikk részben vagy egészben  a   Sixteenth Dynasty of Egypt című angol Wikipédia-szócikk ezen változatának fordításán alapul.  Az eredeti cikk szerkesztőit annak laptörténete sorolja fel. Ez a jelzés csupán a megfogalmazás eredetét és a szerzői jogokat jelzi, nem szolgál a cikkben szereplő információk forrásmegjelöléseként.
- Ez a szócikk részben vagy egészben  a   XVI dinastia egizia című olasz Wikipédia-szócikk ezen változatának fordításán alapul.  Az eredeti cikk szerkesztőit annak laptörténete sorolja fel. Ez a jelzés csupán a megfogalmazás eredetét és a szerzői jogokat jelzi, nem szolgál a cikkben szereplő információk forrásmegjelöléseként.

### Bibliográfia
- Bourriau, Janine (2003), "The Second Intermediate Period", in Shaw, Ian, The Oxford History of Ancient Egypt, Oxford: Oxford University Press, ISBN 0-19-280458-8, <https://books.google.com/books?id=092jP1lBhtoC&source=gbs_navlinks_s>
- Cory, Isaac Preston (1876), Cory's Ancient fragments of the Phoenician, Carthaginian, Babylonian, Egyptian and other authors, Reeves & Turner, <https://books.google.com/books?hl=en&id=IwsDAAAAMAAJ&dq=corey's+ancient+fragments&printsec=frontcover&source=web&ots=287FCZJyH7&oi=book_result&resnum=3&ct=result#PPA118,M1>
- Kuhrt, Amélie (1995), The Ancient Near East: c. 3000–330 BC, London: Routledge, ISBN 9780415013536, <https://books.google.com/books?id=K-wOAAAAQAAJ&source=gbs_navlinks_s>
- Ryholt, K. S. B.. The Political Situation in Egypt during the Second Intermediate Period, c. 1800–1550 BC. Copenhagen: Museum Tusculanum Press (1997). ISBN 8772894210